# État de Borno
Pour les articles homonymes, voir Borno.
Borno est un État du nord-est du Nigeria, à la frontière du Tchad et du Niger. Son nom vient de celui du royaume du Bornou qui a dominé la région du XIVe siècle à la colonisation britannique. L'État est la cible principale de l'insurrection islamiste du groupe armé Boko Haram depuis 2014.

## Géographie
L'État de Borno est frontalier du Niger, du Tchad et du Cameroun. Il s'étend sur 72 152 km2 soit 7,81 % de la superficie du Nigeria.
|       | Diffa         | Province du Lac |
| Yobe  | État de Borno | Extrême-Nord    |
| Gombe | Adamawa       | Extrême-Nord    |

## Histoire
L'État de Borno a été créé le 3 février 1976. En 2001, la charia a été décrétée dans la totalité de l'État. En 2002, le groupe insurrectionnel Boko Haram a été fondé à Maiduguri, capitale de l’État, par Mohamed Yusuf en réaction à la décision du président Olusegun Obasanjo d'abolir la loi islamique. La région est le théâtre, depuis de nombreuses années, d'affrontements sanglants entre l'armée et l’insurrection islamiste responsables de plusieurs centaines de morts et de milliers de déplacés.
En 2014, Boko Haram s'est emparé de nombreuses localités et a pris le contrôle de zones entières de l'État. L'enlèvement de 200 lycéennes à Chibok la même année provoque une prise de conscience internationale. Au début de l'année 2015, une coalition de pays (Tchad, Burkina Faso, Niger, France) joignent leurs forces au Nigeria pour affronter Boko Haram. D'importantes opérations militaires conjointes des différentes forces armées de la coalition sont menées dans l'État de Borno. Elles permettent de réduire significativement le contrôle du territoire de la secte islamiste et la libération de la plupart de ses otages.
En novembre 2020, au moins 110 civils sont tués par des jihadistes présumés, confirmant l'incapacité du président Muhammadu Buhari à sécuriser le nord-est du pays.

## Découpage administratif
L'État est bordé au sud par l'État d'Adamawa, au sud-ouest par l'État de Gombe, à l'ouest par l'État de Yobe, au nord par le Niger, au nord-est par le lac Tchad et à l'est par le Cameroun.
Les principales villes, outre la capitale Maiduguri, sont : Dikwa, Gwoza, Konduga, Bama, Monguno, Shani et Damboa.

### Divisions
L'État de Borno est divisé en 27 zones de gouvernement local : Abadam, Askira/Uba, Bama, Bayo, Biu, Chibok, Damboa, Dikwa, Gubio, Guzamala, Gwoza, Hawul, Jere, Kaga, Kala/Balge, Konduga, Kukawa, Kwaya Kusar, Mafa, Magumeri, Maiduguri, Marte, Mobbar, Monguno, Ngala, Nganzai et Shani.

## Démographie
L'Etat est en majorité habité par les Kanouris, mais on y trouve aussi une minorité de Peuls et de Haoussas.

## Culture

### Langue
La langue dominante y est le kanouri.

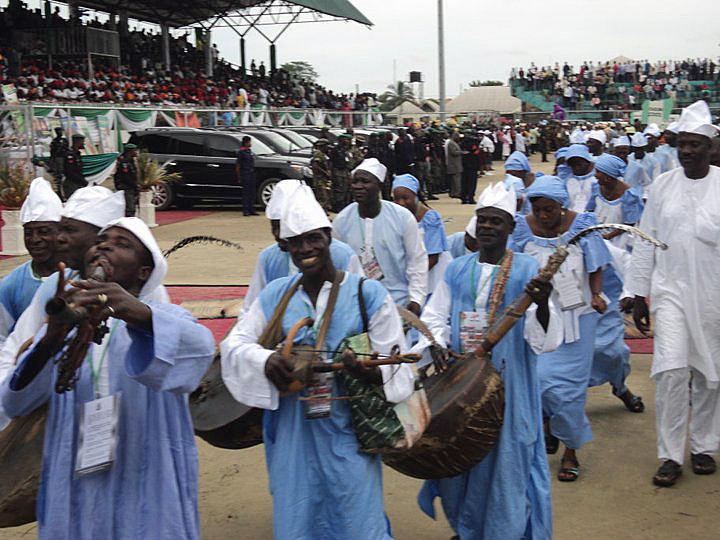
Délégation de l'État de Borno lors d'un festival culturel.

### Religion
L'Islam y est la religion la plus pratiquée, au côté d'un petit nombre de chrétiens, ainsi que de pratiquants d'autres religions. La Charia joue un rôle majeur dans les fondements de l'État, puisqu'elle est prépondérante dans le développement, l'interprétation et l'exécution de la plupart des coutumes et des lois en vigueur à Borno. L'Etat accueille le siège du diocèse catholique de Maiduguri.
Durant les insurrections de 2009, le groupe armé Boko Haram a détruit l'Église des frères du Nigeria (en), située à Maiduguri. Elle a été reconstruite par la suite.